# Microdeutopus damnoniensis
Microdeutopus damnoniensis är en kräftdjursart som beskrevs av Charles Spence Bate 1856. Microdeutopus damnoniensis ingår i släktet Microdeutopus och familjen Aoridae. Inga underarter finns listade i Catalogue of Life.